# Ліхтарна акула тасманійська
Ліхтарна акула тасманійська (Etmopterus tasmaniensis) — акула з роду Ліхтарна акула родини Ліхтарні акули.

## Опис
Загальна довжина сягає 60 см. Голова відносно коротка. Очі великі, овальні. За ними присутні невеличкі бризкальця. ніздрі розташовані близько до кінчика морди з невеликими носовими шкіряними клаптями. Рот сильно зігнутий. зуби верхньої щелепи з багатьма верхівками. Центральна — довша за інші. зуби нижньої щелепи пласкі, утворюють щільний рядок, верхівками створює суцільну ріжучу крайку. Тулуб щільний, веретеноподібний. Грудні плавці невеликі, верхівки мають округлу форму. Має 2 спинних плавця з шипами. Задній в основі у 2 рази ширше за передній. Шип заднього плавця довше за шип переднього. Черевні плавці з помірно широкою основою та кутоватими задніми кінчиками. Хвостовий плавець широкий та короткий. Анальний плавець відсутній.
Забарвлення сіро-чорне з бурим відливом. На череві, під головою, в хвостовій частині присутні чорні ділянки з фотофторами, що світяться у темряві.

## Спосіб життя
Тримається на глибині від 920 до 1010 м. Полює на здобич біля дна, є бентофагами. Живиться кальмарами, креветками, дрібними костистими рибами.
Це яйцеживородна акула.

## Розповсюдження
Мешкає біля о. Тасманія — звідси походить її назва.